# 해커원
해커원(HackerOne)은 버그바운티 플랫폼이다. 보안취약점 발견에 대해 포상금을 지급하는 기업과 해커를 연결시켜준다. 2017년 2월 기준, 10만 명의 해커가 등록되어 있으며 누적 1천 4백만 달러를 지급했다.